# Sedbury
Sedbury – wieś w Anglii, w hrabstwie Gloucestershire, w dystrykcie Forest of Dean. Leży 39 km na południowy zachód od miasta Gloucester i 176 km na zachód od Londynu.